# Apache Commons DBUtils
Apache Commons DBUtils（アパッチ・コモンズ・ディービーユーティルズ）は、ApacheのトッププロジェクトであるApache Commonsにある、関係データベース (JDBC) へのアクセスを容易にするライブラリ。軽量であることを特徴としている。

## 使用例
JavaBeansを使ってのデータベースからの読み出し。
```
QueryRunner
 
runner
 
=
 
new
 
QueryRunner
();

List
<
Page
>
 
pages
 
=
 
runner
.
query
(
connection
,
 
"SELECT * FROM page"
,
 
new
 
BeanListHandler
<
Page
>
(
Page
.
class
));

```

データベースへの書き込み。
```
runner
.
update
(
connection
,
 
"INSERT INTO page (name) VALUES (?)"
,
 
"DBUtils"
);

```